# Noindex
Значення noindex для HTML мета-тегу позначає, що інтернет-боти не повинні індексувати вебсторінку. Причинами цього може бути потреба вказати для ботів не індексувати велику базу даних, сторінки з тимчасовим вмістом, версії для друку або ті, які потребують дещо більшої приватності тощо. Однак, через те, що цей тег носить лише декларативний характер, автор конкретного бота може ігнорувати цей тег. Конкретні інтерпретації тегу noindex можуть відрізнятися в різних пошукових механізмах.

## Відключення індексування цілої сторінки
```
<
html
>

<
head
>

  
<
meta
 
name
=
"robots"
 
content
=
"noindex"
>

  
<
title
>
Цю сторінку не потрібно індексувати
</
title
>

</
head
>

```

Можливі значення параметра content: "none", "all", "index", "noindex", "nofollow", and "follow". Комбінації значень теж можливі, наприклад:
```
<
meta
 
name
=
"robots"
 
content
=
"noindex, follow"
>

```

### Директиви для обраних ботів
Директива noindex може бути застосована для конкретного бота з вказанням імені бота у значенні параметра name.
Для прикладу, щоб заблокувати бота Google's, рекомендує використовувати: 
```
<
meta
 
name
=
"googlebot"
 
content
=
"noindex"
>

```

Для бота MSN's bot можна вказати: 
```
<
meta
 
name
=
"msnbot"
 
content
=
"noindex"
>

```

### robots.txt file
Протокол винятків для роботів може також бути застосованим, щоб запобігти скануванню ботами.

## Відключення індексування частини сторінки
Існують техніки для відключення частини сторінки від індексування для деяких ботів. Однак, Googlebot не розпізнає жодної такої техніки.

### Тег <noindex>
Був запропонований російською пошуковою системою Яндекс. Деякі інші пошуковики теж підтримують цей тег.
```
<
p
>

Do index this text.

<
noindex
>
Don't index this text.
</
noindex
>

<!--noindex-->
Don't index this text.
<!--/noindex-->

</
p
>

```